# Colli Euganei Cabernet
Le Colli Euganei Cabernet est un vin rouge italien de la région Vénétie doté d'une appellation DOC depuis le 13 août 1969. Seuls ont droit à la DOC les vins rouges récoltés à l'intérieur de l'aire de production définie par le décret. 

## Aire de production
Les vignobles autorisés se situent en province de Padoue dans les communes de Arquà Petrarca, Galzignano Terme, Torreglia et en partie dans les communes de Abano Terme, Montegrotto Terme, Battaglia Terme, Due Carrare (San Giorgio), Monselice, Baone, Este, Cinto Euganeo, Lozzo Atestino, Vò, Rovolon, Cervarese Santa Croce, Teolo et Selvazzano Dentro dans les Monts Euganéens. 
Le vignoble Bagnoli di Sopra est à quelques kilomètres. La région est située au sud-ouest de Padoue. La superficie plantée de vigne est de 1 300 hectares.
Le vin rouge du Cabernet répond à un cahier des charges moins exigeant que le Colli Euganei Cabernet riserva, essentiellement en relation avec le vieillissement de 2 ans. 

## Caractéristiques organoleptiques
- couleur : rouge rubis intense
- odeur : intense, caractéristique
- saveur : sec, plein, légèrement épicé

Le Colli Euganei Cabernet se déguste à une température de 14 à 16 °C et se conservera 2 – 4 ans en cave.

## Production
Province, saison, volume en hectolitres :
- Padoue  (1990/91)  3820,67
- Padoue  (1991/92)  4596,0
- Padoue  (1992/93)  6588,0
- Padoue  (1993/94)  6937,0
- Padoue  (1994/95)  7226,0
- Padoue  (1995/96)  3905,0
- Padoue  (1996/97)  5830,59